# ネバダ大学システム
ネバダ大学システム（ネバダ高等教育システム、英語: Nevada System of Higher Education）は、アメリカ合衆国ネバダ州の州立大学（高等教育機関）群。

## 構成機関
- ネバダ大学リノ校 - ネバダ大学システムの旗艦校
- ネバダ大学ラスベガス校
- ネバダ州立大学（英語版）
- College of Southern Nevada
- Western Nevada College
- Great Basin College
- Truckee Meadows Community College